# Grammisgalan 1998
Grammisgalan 1998 hölls i Kungliga tennishallen i Stockholm den 16 februari 1998, och gällde 1997 års prestationer. Galan sändes i TV 4.

## Priser
- Årets artist: Eric Gadd
- Årets låt: Cue - Burnin''
- Årets album: Kent Isola
- Årets nykomling: Eagle-Eye Cherry Desireless
- Årets pop/rockgrupp: Kent Isola
- Årets kvinnliga pop/rockartist: Titiyo Extended
- Årets manlige pop/rockartist: Eagle-Eye Cherry Desireless
- Årets hårdrock: Misery Loves Co. Not Like Them
- Årets modern dans: Antiloop Lp
- Årets producent: Tony Thorén för bl.a. Eldkvarn
- Årets klassiska album: Stefan Östersjö Stefan Östersjö
- Årets textförfattare: Wille Crafoord
- Årets kompositör: Esbjörn Svensson
- Årets barn: Lasse & Morgan Lasse & Morgans sopresa
- Årets visa/folk: Väsen Världens väsen
- Årets dansband: Thorleifs En liten ängel
- Årets jazz: Esbjörn Svensson Trio Winter in Venice
- Årets musikvideo: Eagle-Eye Cherry Save Tonight
- Juryns specialpris: Tambourine Studios
- Juryns hederspris: Producenterna Denniz Pop och Max Martin

### Fotnoter
1. ↑  ”TV4 riks 1998-02-16”. Svensk mediedatabas. 16 februari 1998. https://smdb.kb.se/catalog/id/002989983. Läst 1 mars 2017.